# Giancarlo González
Giancarlo González Castro, né le 8 février 1988 à San José, est un footballeur international costaricien évoluant au poste de défenseur central à San José.

## Biographie
Après une belle première partie de saison avec le Crew de Columbus, Giancarlo González participe à la Coupe du monde 2014 avec le Costa Rica. Lors de cette compétition, il s'illustre par ses belles performances ainsi que son statut de titulaire. Finalement, il rejoint Palerme, en Serie A à la fin du mois d'août suivant.
Le 22 avril 2019, il s'engage avec le Galaxy de Los Angeles. En 2021, il ne participe à aucune rencontre et finit par être prêté à son club formateur de la LD Alajuelense le 30 juillet 2021.

## Parcours en sélection
González dispute lors de la Coupe du monde des moins de 20 ans 2007 organisée au Canada.
Surnommé Pipo, il fait ses débuts internationaux avec l'équipe nationale du Costa Rica dans un match amical contre la Slovaquie le 5 juin 2010. En janvier 2013, il inscrit l'unique but d'une victoire 1-0 face au Honduras lors de la finale de la Copa Centroamericana 2013.
En juin 2014, González est nommé dans l'équipe du Costa Rica pour la Coupe du monde 2014. Dans les deux premiers matchs de groupe de l'équipe, lui et ses collègues défenseurs centraux Michael Umaña et Óscar Duarte ne concèdent qu'un seul but alors que Los Ticos battent l'Uruguay (3-1) et l'Italie (1-0) pour se qualifier pour la phase à élimination directe,. Le Costa Rica conclut la phase de groupes invaincu, enregistrant un deuxième blanchissage consécutif lors d'un match nul 0-0 avec l'Angleterre à Belo Horizonte. Le jeu de González en défense est cité par plusieurs comme clé de la progression de l'équipe hors de la phase de groupes. Ses nombreuses interceptions et tacles lui valent d'être nommé dans l'équipe-type de ESPN lors de la phase de groupes. En huitièmes de finale, González est le troisième des cinq joueurs costaricains à convertir avec succès son tir lors de la victoire 5-3 contre la Grèce en tirs au but. Il est inclus dans l'équipe du tournoi de la BBC.
En mai 2018, il est nommé dans la sélection de 23 joueurs du Costa Rica pour la Coupe du monde 2018 en Russie.

## Palmarès
LD Alajuelense
- Champion du Costa Rica : 2010 (O), 2011 (C), 2011 (O).